# Helen Latham
Helen Latham (nascida em 2 de março de 1976, no Reino Unido) é uma atriz britânica, conhecida por interpretar Lucy Milligan na série Footballers' Wives.